# すどおかおる
すどお かおる（8月23日 - ）は、日本の漫画家。男性。血液型はA型。大阪芸術大学卒。主に成人向け漫画を描く。

## 作風
レズビアン限定で、多くの百合漫画を執筆。同人活動をしていたが、現在は開店休業中。百合、もしくは百合を思わせる作品を紹介するブログも運営していたが、2009年を以って終了。それでも商業誌の執筆は続ける模様。

## 作品
- オトメキカングレーテル
- 水蜜桃

他